# واقع‌گرایی جادویی
رئالیسم جادویی (به انگلیسی: magical realism) یکی از شاخه‌های واقع‌گرایی (رئالیسم) در مکاتب ادبی است که در آن ساختارهای واقعیت دگرگون می‌شوند و دنیایی واقعی اما با روابط علت و معلولی خاص خود آفریده می‌شود؛ در واقع، رئالیسم جادویی، ترکیبی از واقعیت، افسانه و تاریخ است.
رئالیسم جادویی یک دیدگاه واقع گرایانه از جهان را ترسیم می‌کند و در عین حال عناصر جادویی را نیز اضافه می‌کند، که اغلب خطوط بین خیال و واقعیت را محو می‌کند. رئالیسم جادویی اغلب به‌طور خاص به ادبیات اطلاق می‌شود، با پدیده‌های جادویی یا ماوراء طبیعی که در یک محیط واقعی یا پیش پا افتاده ارائه می‌شوند و معمولاً در رمان‌ها و نمایش‌های نمایشی یافت می‌شوند.
این ژانر متفاوت از فانتزی باشد زیرا رئالیسم جادویی از مقدار قابل توجهی از جزئیات واقع گرایانه استفاده می‌کند و از عناصر جادویی برای اشاره به واقعیت استفاده می‌کند، در حالی که داستان‌های فانتزی اغلب از واقعیت جدا می‌شوند. رئالیسم جادویی اغلب به عنوان تلفیقی از عناصر واقعی و جادویی دیده می‌شود که شکل نوشتاری فراگیرتری نسبت به رئالیسم ادبی یا فانتزی ایجاد می‌کند.
در داستان‌هایی که به سبک واقع‌گرایی جادویی نوشته شده‌اند، همه چیز عادی است اما یک عنصر جادویی و غیرطبیعی در آن‌ها وجود دارد.
بین سه مفهوم (رئالیسم جادو)، (رئالیسم جادویی) و (رئالیسم شگفت‌انگیز) در تعریف مفهوم جادو تفاوت وجود دارد. در رئالیسم جادو، جادو به راز زندگی اشاره می‌کند؛ در رئالیسم شگفت‌انگیز و رئالیسم جادویی، جادو به هر نوع رویداد خارق‌العاده و به‌ویژه هر چیز روحی یا غیرقابل تبیین برای علم عقلانی اشاره دارد. فرانتس رُوه منتقد آلمانی هنر اولین کسی بود که در سال ۱۹۲۵ از اصطلاح (رئالیسم جادو) استفاده کرد. برداشت وی از این اصطلاح اشاره به راز یا سری است که بر این جهان واقع رخ نمی‌نماید، بلکه در پس آن و پنهان از آن جلوه‌گر است، اما رئالیسم جادویی و رئالیسم شگفت‌انگیز درهم آمیختن امر غیرممکن و باورناپذیر با دنیای روزمره است.
مفهوم «رئالیسم جادویی» اولین بار توسط آنخل فلورس در مقالهٔ به سال ۱۹۵۵ با نام «رئالیسم جادویی در داستان اسپانیایی آمریکایی» ابداع شد.
این اصطلاح برای اشاره به روایت‌هایی از رئالیسم جادویی به‌کار برده می‌شود که جنبه‌هایی از رئالیسم جادو و رئالیسم شگفت‌انگیز، را دارند. رئالیسم شگفت‌انگیز نیز اصطلاحی است که توسط نویسندهٔ کوبایی الخو کارپانتیه در پیشگفتار رمانِ قلمرو این عالم (۱۹۴۹) برای توصیف جایگاه ادبی آمریکای لاتین ابداع شد، این رمان به گفتهٔ بسیاری از منتقدان سرآغاز دورهٔ اول رئالیسم جادویی در آمریکای لاتین بود. کارپانتیه در این پیش‌گفتار، راه خود را از (رئالیسم جادو) ی رُوه که آن را تصنعی، متظاهرانه، سرد و ملال‌آور یافته بود، جدا می‌کند.
پس از فروپاشی مکتب رمانتیسم مکتب رئالیسم به وجود آمد. این مکتب موضوع کار خود را در جامعه معاصر می‌یافت؛ بنابراین، چنین ادبیاتی نمی‌توانست مانند رمانتیسم فردی و اشرافی باشد. رئالیسم مکتبی عینی و غیرشخصی است و قهرمانان رمان‌های رئالیستی مردم عادی هستند.
اصطلاح رئالیسم جادویی به‌طور گسترده توصیفی است نه از نظر انتقادی، و متیو استرچر (۱۹۹۹) آن را اینگونه تعریف می‌کند: «آنچه اتفاق می‌افتد زمانی که یک محیط بسیار دقیق و واقع گرایانه مورد تهاجم چیزی بیش از حد عجیب و غریب قرار می‌گیرد که باورش نمی‌شود». این اصطلاح و تعریف گسترده آن. اغلب ممکن است گیج شوند، زیرا بسیاری از نویسندگان به عنوان رئالیست‌های جادویی طبقه‌بندی می‌شوند. این اصطلاح تحت تأثیر یک سبک نقاشی آلمانی و ایتالیایی در دهه ۱۹۲۰ بود که به همین نام داده شد. در «هنر داستان»، رمان‌نویس و منتقد بریتانیایی دیوید لاج، رئالیسم جادویی را اینگونه تعریف می‌کند: «زمانی که رویدادهای شگفت‌انگیز و غیرممکن در روایتی واقع‌گرایانه رخ می‌دهند، اثری است که به‌ویژه با داستان‌های داستانی معاصر آمریکای لاتین مرتبط است (مثلاً آثار گابریل گارسیا مارکز، رمان‌نویس کلمبیایی، اما در رمان‌های دیگر قاره‌ها، مانند رمان‌های گونتر گراس، سلمان رشدی و میلان کوندرا نیز دیده می‌شود. نمایش داده شده در گفتمانی از رئالیسم بدون مزاحمت، با استناد به رمان کوندرا به نام کتاب خنده و فراموشی در سال ۱۹۷۹ به عنوان یک نمونه. صرفاً یک تکنیک ادبی، بلکه آینه‌ای از واقعیتی است که در آن چیزهای خارق‌العاده اغلب بخشی از زندگی روزمره است." ۱۵ اوت ۱۹۴۷، لحظه استقلال هند، از طریق تله پاتی به هم مرتبط شدند.
Irene Guenther (1995) به ریشه‌های آلمانی این اصطلاح می‌پردازد و اینکه چگونه یک هنر رئالیستی جادویی قبلی با ادبیات رئالیستی جادویی متأخر مرتبط است؛ در همین حال، رئالیسم جادویی اغلب با ادبیات آمریکای لاتین، از جمله بنیانگذاران این ژانر مرتبط است. به ویژه نویسندگان گابریل گارسیا مارکز، ایزابل آلنده، خورخه لوئیس بورخس، خوان رولفو، میگل آنخل آستوریاس، النا گارو، میریا روبلز، رومولو گالگوس و آرتورو اوسلار پیتری. در ادبیات انگلیسی، نیل گیمن، سلمان رشدی، آلیس هافمن، لوئیس دی برنیرس، نیک خواکین و نیکولا بارکر از جمله مهم‌ترین سخنرانان آن هستند. در ادبیات بنگالی، نویسندگان برجسته رئالیسم جادویی عبارتند از: نابارون بهتاچاریا، اختروزمان الیاس، شهیدالظاهر، جیباناناندا داس و سید ولی‌الله. در ادبیات کانادا، نویسندگان شیوارام کارانت و دوانور ماهادوا در برجسته‌ترین آثار خود رئالیسم جادویی را القا کرده‌اند. در ادبیات ژاپنی، یکی از مهم‌ترین نویسندگان این ژانر، هاروکی موراکامی است. در ادبیات چین، مشهورترین نویسنده این سبک، مو یان است، برنده جایزه نوبل ادبیات در سال ۲۰۱۲ برای «رئالیسم توهم آمیز» خود. در ادبیات لهستانی، رئالیسم جادویی را اولگا توکارچوک، برنده جایزه نوبل ادبیات ۲۰۱۸ نشان می‌دهد.

## نویسندگان و آثار اصلی
اگرچه منتقدان و نویسندگان بحث می‌کنند که کدام نویسندگان یا آثار در ژانر رئالیسم جادویی قرار می‌گیرند، نویسندگان زیر نمایانگر حالت روایت هستند. در جهان آمریکای لاتین، نمادین‌ترین نویسندگان رئالیست جادویی خورخه لوئیس بورخس، ایزابل آلنده، و برنده جایزه نوبل گابریل گارسیا مارکز هستند که رمان صد سال تنهایی او در سراسر جهان یک موفقیت فوری به دست آورد.
گارسیا مارکز اعتراف کرد: «مهم‌ترین مشکل من تخریب خط مرزی بود که آنچه را که واقعی به نظر می‌رسد از آنچه خارق‌العاده به نظر می‌رسد جدا می‌کند.» آلنده اولین نویسنده زن آمریکای لاتین بود که در خارج از این قاره به رسمیت شناخته شد. شناخته‌شده‌ترین رمان او، خانه ارواح، احتمالاً شبیه به سبک نگارش رئالیستی جادویی گارسیا مارکز است. در حاشیه خانواده و جامعه زندگی می‌کنند. قهرمان رمان، تیتا، توسط مادرش از خوشبختی و ازدواج بازماند. "عشق نافرجام و طرد شدن او از خانواده باعث می‌شود تا از قدرت خارق‌العاده اش در انتقال احساساتش به غذایی که درست می‌کند استفاده کند. به نوبه خود، افرادی که غذای او را می‌خورند احساسات او را برای او به نمایش می‌گذارند. به عنوان مثال، پس از خوردن کیک عروسی که تیتا درست کرده بود. در حالی که مهمانان از عشقی ممنوع رنج می‌برند، همه از موجی از اشتیاق رنج می‌برند. پدرو پارامو همنام و به عنوان یک شهر ارواح از دید پسرش خوان پرسیادو که به کومالا بازمی‌گردد تا به قولی که به مادر مرده اش داده است عمل کند.
در دنیای پرتغالی زبان، ژورژه آمادو و رمان‌نویس برنده جایزه نوبل خوزه ساراماگو از مشهورترین نویسندگان رئالیسم جادویی هستند. چهره‌های کمتر شناخته شده ممکن است موریلو روبیائو، نمایشنامه نویس دیاس گومز (ساراماندایا) و خوزه جی ویگا باشند. Incidente em Antares، رمانی از Erico Verrissimo نیز در این کتاب گنجانده شده است، حتی اگر نویسنده آن را نداشته باشد. آمادو همچنان شناخته شده‌ترین نویسندگان مدرن برزیلی است و آثارش به حدود ۴۹ زبان ترجمه شده است. او اقتباس‌شده‌ترین نویسنده برزیلی در سینما، تئاتر و تلویزیون است، به‌ویژه دونا فلور و دو شوهرش در سال ۱۹۷۶ و بازسازی آمریکایی خداحافظی من را ببوس در سال ۱۹۸۲. رمان شهر شفاف نویسنده آنگولای اونجاکی نمونه‌ای از رئالیسم جادویی در ادبیات آفریقاست. شهر شفاف در سال ۲۰۱۳ برنده جایزه خوزه ساراماگو شد.
در دنیای انگلیسی زبان، نویسندگان اصلی عبارتند از: سلمان رشدی، نویسنده هندی-بریتانیایی، که کودکان نیمه شب او تاریخ و فانتزی را در هم می‌آمیزد. تونی موریسون، رمان‌نویس آمریکایی آفریقایی‌تبار (اگرچه او این توصیف‌کننده آثارش را به چالش کشیده است و گلوریا نایلور. نویسندگان لاتین آمریکایی مانند آنا کاستیو، رودولفو آنایا، دانیل اولیواس، رودی رویز، و هلنا ماریا ویرامونتس. نویسنده گواتمالایی میگل آنجل آستوریاس; نویسندگان بومی آمریکایی لوئیز اردریچ و شرمن الکسی. نویسنده انگلیسی لوئیس دو برنیر; و آنجلا کارتر، نویسنده فمینیست انگلیسی. شاید شناخته شده‌ترین رشدی باشد که «شکل زبانی رئالیسم جادویی هم سنت سوررئالیستی رئالیسم جادویی را که در اروپا توسعه یافت و هم سنت اسطوره ای رئالیسم جادویی را که در آمریکای لاتین توسعه یافت، در بر می‌گیرد». برجسته‌ترین اثر موریسون، معشوق، داستان مادری را روایت می‌کند که در تسخیر روح فرزندش، یادمی‌گیرد که با خاطرات دوران کودکی آسیب‌دیده‌اش به‌عنوان یک برده مورد آزار و بار تربیت کودکان در جامعه‌ای خشن و بی‌رحم کنار بیاید. رمان جزیره سیب‌ها (۱۹۶۵) نویسنده ولزی گلین جونز (۱۹۶۵) اغلب نادیده گرفته می‌شود، شاید به این دلیل که قبل از اینکه اصطلاح «رئالیسم جادویی» به‌طور معمول در انگلیسی شناخته شود ظاهر شد، شاید به این دلیل که بیش از حد از تأثیر فرضی دوست جونز، دیلن توماس بر کار او، اما این آمیختگی خیال‌انگیز از واقعیت و اسطوره با راوی دوازده ساله در نسخه‌ای رؤیایی از اوایل قرن بیستم به وضوح [نظر] شایسته گنجاندن در ژانر است. جاناتان سافران فوئر از رئالیسم جادویی در کاوش در تاریخ ستل و هولوکاست در همه چیز روشن شده است استفاده می‌کند. پاتریشیا شونشتاین نویسنده آفریقای جنوبی-ایتالیایی از رئالیسم جادویی در بررسی هولوکاست، جنگ رودزیا و آپارتاید در «زمان فرشتگان» و «لحافی از رؤیاها» استفاده می‌کند.
رمان‌ها و داستان‌های کوتاه دینو بوزاتی اغلب به عنوان نمونه‌هایی از رئالیسم جادویی در ادبیات ایتالیا ذکر می‌شود.

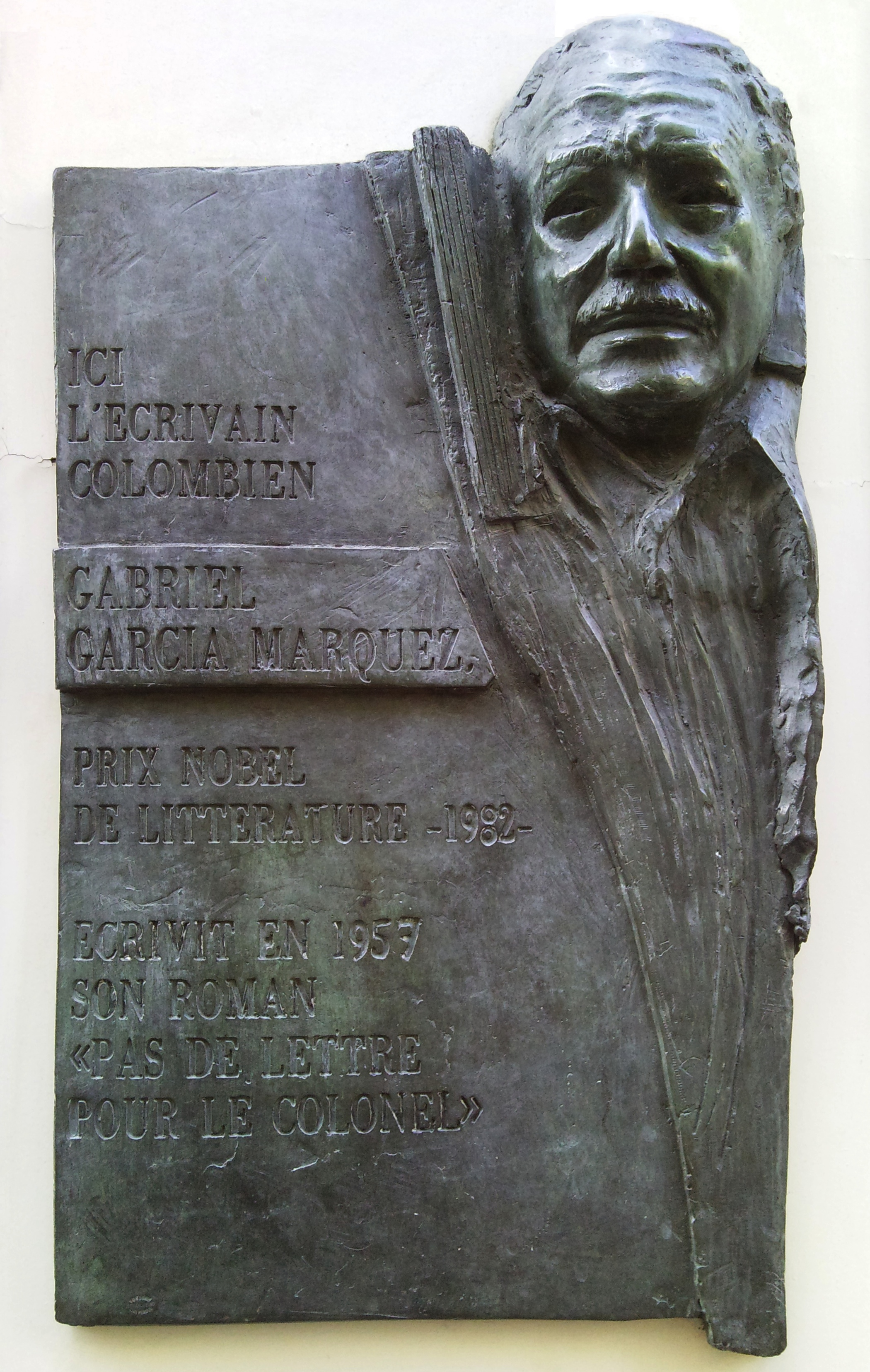

در نروژ، نویسندگان Erik Fosnes Hansen, Jan Kjærstad و رمان‌نویس جوان Rune Salvesen خود را به عنوان نویسندگان برتر رئالیسم جادویی معرفی کرده‌اند، چیزی که بسیار غیرنروژی تلقی شده است.
سه‌گانه پونا دمنی دیمیتریس لیاکوس، که در اصل به زبان یونانی نوشته شده است، همچنین به عنوان نمایانگر ویژگی‌های رئالیسم جادویی در ادغام همزمان موقعیت‌های واقعی و غیرواقعی در یک بافت داستانی دیده می‌شود.
در ادبیات کانادا، رمان Mookajjiya Kanasugalu برنده جایزه Jnanpith Shivaram Karanth و رمان Kusuma Baale برنده جایزه Kendra Sahitya Akademi از Devanur Mahadeva دو اثر برجسته هستند که در رئالیسم جادویی نقش بسته‌اند. هر دوی این آثار پرخواننده هستند و به ترتیب در یک فیلم سینمایی و یک سریال تلویزیونی محدود اقتباس شده‌اند. موکاجیجا کاناسوگالو رمانی است که تکامل «خدایان» را در یک محیط زمینی از طریق توانایی ماقبل طبیعی موکاجی (شخصیت اصلی) در لمس و دیدن هر چیزی که یک جسم بی‌جان در تمام وجودش شاهد بوده است، ردیابی می‌کند. رمان Kusuma Baale رئالیسم جادویی و سوررئالیسم را در هم می‌آمیزد در حالی که داستان زندگی مردمی از کاست‌های تحت ستم در مناطق روستایی کارناتاکا را روایت می‌کند.

## فیلم و تلویزیون
رئالیسم جادویی یک ژانر فیلم مشخص نیست، اما ویژگی‌های رئالیسم جادویی موجود در ادبیات را می‌توان در بسیاری از تصاویر متحرک با عناصر فانتزی نیز یافت. این ویژگی‌ها ممکن است به صورت واقعی ارائه شوند و بدون توضیح رخ دهند. بسیاری از فیلم‌ها روایت‌های رئالیستی جادویی و رویدادهایی دارند که بین عناصر واقعی و جادویی یا شیوه‌های مختلف تولید تضاد دارند. مانند آب برای شکلات (۱۹۹۲) با روایت اول شخص شروع می‌شود و به پایان می‌رسد که چارچوب داستان گویی رئالیسم جادویی را ایجاد می‌کند. گفتن داستان از منظر کودک، شکاف‌ها و حفره‌های تاریخی و با رنگ‌های سینمایی که حضور را بیشتر می‌کند، ابزار رئالیستی جادویی در فیلم‌ها هستند. تعدادی از فیلم‌های وودی آلن از جمله نیمه شب در پاریس (۲۰۱۱) دارای عناصر رئالیستی جادویی هستند. بیشتر فیلم‌های ساخته شده توسط تری گیلیام به شدت تحت تأثیر رئالیسم جادویی هستند؛ انیمیشن‌های ساتوشی کن و هایائو میازاکی اغلب از رئالیسم جادویی استفاده می‌کنند؛ و برخی از فیلم‌های امیر کوستوریکا حاوی عناصر رئالیسم جادویی، مهم‌ترین آن زمان کولی‌ها (۱۹۸۸) است.
برخی دیگر از فیلم‌ها و برنامه‌های تلویزیونی که عناصر رئالیسم جادویی را منتقل می‌کنند عبارتند از:
کوه مقدس (۱۹۷۳)
بزرگ (۱۹۸۸)
رؤیاها (۱۹۹۰)
ادوارد دست قیچی (۱۹۹۰)
توئین پیکس (۱۹۹۰)
دروغگو دروغگو (۱۹۹۷)
آبی کامل (۱۹۹۷)
راه سبز (۱۹۹۹)
جان مالکویچ بودن (۱۹۹۹)
قلب‌ها در آتلانتیس (۲۰۰۱)
آملی (۲۰۰۱)
بازیگر زن هزاره (۲۰۰۱)
زندگی بیداری (۲۰۰۱)
ماهی بزرگ (۲۰۰۳)
آبشارهای شگفت‌انگیز (۲۰۰۴)
معشوقه ادویه‌ها (۲۰۰۵)
پاپریکا (۲۰۰۶)
فواره (۲۰۰۶)
مورد عجیب بنجامین باتن (۲۰۰۶)
جان از سینسیناتی (۲۰۰۷)
گل همیشه بهار (۲۰۰۷)
Skellig (2009)
Undertow (2009)
Biutiful (2010)
قو سیاه (۲۰۱۰)
عمو بونمی که می‌تواند زندگی‌های گذشته خود را به یاد بیاورد (۲۰۱۰)
روزی روزگاری (۲۰۱۱–۲۰۱۸)
درخت زندگی (۲۰۱۱)
پوستی که در آن زندگی می‌کنم (۲۰۱۱)
Beasts of the Southern Wild (2012)
Life of Pi (2012)
پادشاهی طلوع ماه (۲۰۱۲)
کودکان گرگ (۲۰۱۲)
رقص واقعیت (۲۰۱۳)
Birdman (2014)
پیامبر (۲۰۱۴)
عصر آدالین (۲۰۱۵)
آرمان‌شهرها (۲۰۱۵)
شعر بی پایان (۲۰۱۶)
مرد ارتش سوئیس (۲۰۱۶)
کشتن گوزن مقدس (۲۰۱۷)
سی سال آدونیس (۲۰۱۷)
ببرها نمی‌ترسند (۲۰۱۷)
شکل آب (۲۰۱۷)
مرز (۲۰۱۸)
Undone (2019)
وندی (۲۰۲۰)
دیک جانسون مرده (۲۰۲۰)
من به پایان دادن به چیزها فکر می‌کنم (۲۰۲۰)
آن فرانک کجاست (۲۰۲۱)
Memoria (2021)
سگ‌های رزرو شده (۲۰۲۱)
Encanto (2021)
سه هزار سال حسرت (۲۰۲۲)
رنگین کمان (۲۰۲۲)
باردو، تواریخ دروغین مشتی حقیقت (۲۰۲۲)

## انواع رئالیسم
1. رئالیسم ابتدایی
2. رئالیسم سوسیالیستی
3. رئالیسم انتقادی
4. رئالیسم جادویی

جیمز فریزر در انگلستان، لوی استروس در فرانسه، میگل آنخل آستوریاس در گواتمالا، گابریل گارسیا مارکز در کلمبیا، کارلوس فوئنتس در مکزیک، آلخو کارپانتیه در کوبا، غلامحسین ساعدی و رضا براهنی در ایران، یاشار کمال و لطیفه تکین در ترکیه و بختیار علی در ادبیات کردی؛ از مشهورترین نویسندگان و شاعران سبک رئالیسم جادویی هستند. داستان آئورا اثر فوئنتس در این سبک نوشته شده است. اما پایه‌گذار این سبک خوان رولفو است که با نوشتن رمان پدرو پارامو رئالیسم جادویی را بنیاد نهاد و گابریل گارسیا مارکز در کتاب صدسال تنهایی این مکتب را به اوج خود رساند.